# Vicodin

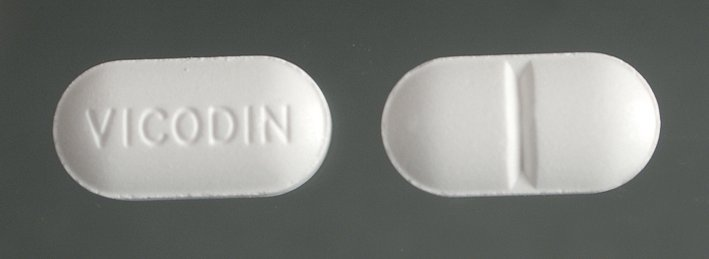
Vicodintabletten

Vicodin is de merknaam van een geneesmiddel dat hydrocodon en paracetamol bevat en wordt gebruikt als sterke pijnstiller van de firma Abbott Laboratories.
Hydrocodon is afgeleid van codeïne. Codeïne valt in Nederland deels onder de Opiumwet. Dit geneesmiddel is in Nederland niet geregistreerd.